# Johann Paul Harl
Johann Paul Harl (* 9. Juli 1772 in Hof bei Salzburg; † 21. November 1842 in Nürnberg) war ein deutsch-österreichischer Theologe, Philosoph, Jurist und Kameralist.

## Leben
Johann Paul Harl studierte zunächst Theologie und lehrte Pädagogik in Salzburg, ging dann jedoch nach Berlin, um dort Philosophie und Kameralistik zu studieren. 1805 wurde er als Professor für Philosophie und Kameralwissenschaft nach Erlangen berufen. Er befasste sich u. a. mit geistiger Wirtschaftsförderung und wurde 1803 für die Abhandlung Erweckung des Geistes der Thätigkeit und des Erwerbfleißes von der ökonomischen Gesellschaft in St. Petersburg ausgezeichnet.
Als Günstling des bayrischen Ministers Maximilian von Montgelas wurde er bayrischer Hofrat und erhielt das Ritterkreuz der französischen Ehrenlegion. Harls Zeitschrift Cameral-Correspondent mit dem Cameral-Verkündiger wurde von 1805 bis 1812 durch Montgelas' Fürsprache in den Behörden verbreitet. Nachdem Montgelas in den Ruhestand getreten war, zog Harl nach Nürnberg und widmete sich dort privaten Veröffentlichungen. Diese wurden von Harls Zeitgenossen zunächst gut, später sehr negativ rezipiert.
Beim Wartburgfest von 1817 wurden mehrere Werke Harls symbolisch verbrannt.
1842 beging er in Nürnberg Selbstmord.

## Werke
- Encyklopädie der gesammten Geld'swissenschaft. Erlangen, J. J. Palm, 1806.
  - Erster Theil, welcher die Geschichte des Geldes und eine allgemeine staatswirthschaftliche Theorie desselben enthält. (Ex. UB Michigan, Ex. Staatsbibliothek Bamberg)
- Vollständige Handbuch der Staats- und Cameralwissenschaft.
  - 1. Teil: Die Polizeiwissenschaft. 1809
  - 2. Teil: Die Staatswirthschaft und die Finanzwissenschaft. 1811
- Vollständiges Handbuch der Staatswirthschaft und Finanz ihrer Hülfsquellen und Geschichte mit vorzüglicher Rükksicht auf die neuste (französ., baier., westphäl. u.s.w.) Gesetzgebung und Literatur für denkende Geschäfftsmänner Justiz., Polizei., Finanz., Rent., Forst., Maul- und Oekonomie-Beamte und gebildete Leser. Erlangen: [Gedrukkt bei J.A. Hilpert]; Farmington Hills, Mich: Thomson Gale, 1811
  - Band 1 (Ex. Bayerische Staatsbibliothek München)
  - Band 2 System der Finanzwissenschaft (Ex. Bayerische Staatsbibliothek München)
  - Band 1+2 in einem Band (Ex. UB Chicago)
- Vollständiges theoretisch-praktisches Handbuch der gesammten Steuer-Regulirung oder der allgemeinen und besonderen Steuer-Wissenschaft. Erlangen: [Selbstverl.] 1816
  - Untertitel:	mit vorzüglicher Rücksicht sowohl auf die älteste als neueste Geschichte, Gesetzgebung und Literatur des Steuerwesens für denkende Geschäftsmänner, Finanz-, Rentamts-, Polizei- und Justiz-Beamte und gebildete Leser
  - Band 1 mit Urkunden (Ex. Staatsbibliothek Bamberg, Ex. UB Michigan)
  - Band 2: Besondere Steuer-Wissenschaft oder System der gesammten und vollständig durchgeführten Steuer-Rektifikazion. (Ex. Bayerische Staatsbibliothek München, Ex. Staatsbibliothek Bamberg, Ex. UB Michigan)
- Allgemeines Archiv für die gesammte Staatswissenschaft, Gesetzgebung und Staatsverwaltung mit alleiniger Ausnahme der Politik und mit besonderer Rücksicht auf Deutschlands gegenwärtige Gewerbs- und Handelsverhältnisse für deutsche Bundesstaaten, 1.1825 – 4.1825 (digitale Ausgabe in der Wikisource)
- Allgemeines Archiv für die gesammten Staats-, Kameral- und Gewerbswissenschaften, für alle Zweige der Gesetzgebung und innern Staatsverwaltung : mit bes. Rücksicht auf Deutschlands Landwirthschafts-, Gewerbs- u. Handels-Verhältnisse, nur 1.1827 (digitale Ausgabe in der Wikisource)

## Ehrungen
- Ritterkreuz der französischen Ehrenlegion
- Ehrenmitglied der ökonomischen Gesellschaft im Königreich Sachsen
- Ehrenmitglied der königlich preussischen privilegierten thüringischen Landwirtschaftsgesellschaft zu Langensalza
- Ehrenmitglied der herzoglich sachsen-gothaischen und meiningischen Sozietät der Forst- und Jagdkunde zu Dreisigacker
- Ehrenmitglied der naturforschenden Gesellschaft zu Halle im Königreich Preußen
- Ehrenmitglied der Nürnbergischen Gesellschaft zur Beförderung der vaterländischen Industrie
- Ehrenmitglied des Pegnesischen Blumenordens zu Nürnberg